# Mueang Sakon Nakhon (huyện)
Mueang Sakon Nakhon (tiếng Thái: เมืองสกลนคร) là huyện thủ phủ (amphoe mueang) của tỉnh Sakon Nakhon, Thái Lan.

## Địa lý
Các huyện giáp ranh (từ phía bắc theo chiều kim đồng hồ) là: Na Wa của tỉnh Nakhon Phanom, và Kusuman, Phon Na Kaeo, Khok Si Suphan, Tao Ngoi, Phu Phan, Kut Bak và Phanna Nikhom của tỉnh Sakon Nakhon.
Về phía đông bắc là hồ Nong Han, hồ tự nhiên lớn nhất đông bắc Thái Lan.
Ở thị trấn Tha Rae là trung tâm của Tổng giáo phận Thare và Nonseng.

## Hành chính
Huyện này được chia thành 16 phó huyện (tambon), các đơn vị này lại được chia ra thành 169 làng (muban). Thị xã (thesaban mueang) Sakon Nakhon nằm trên toàn bộ tambon That Choeng Chum. Có hai thị trấn (thesaban tambon) - Dong Mafai nằm trên một phần của tambon Khamin, và Tha Rae nằm trên một phần của tambon cùng tên. Có 15 Tổ chức hành chính tambon.
| STT. | Tên              | Tên Thái  | Số làng | Dân số |  |
| ---- | ---------------- | --------- | ------- | ------ |  |
| 1.   | That Choeng Chum | ธาตุเชิงชุม  | -       | 53,949 |  |
| 2.   | Khamin           | ขมิ้น       | 13      | 17.490 |  |
| 3.   | Ngio Don         | งิ้วด่อน     | 16      | 7.705  |  |
| 4.   | Non Hom          | โนนหอม    | 10      | 6.705  |  |
| 6.   | Chiang Khruea    | เชียงเครือ  | 17      | 16.703 |  |
| 7.   | Tha Rae          | ท่าแร่      | 8       | 10.986 |  |
| 9.   | Muang Lai        | ม่วงลาย    | 8       | 4.884  |  |
| 11.  | Dong Chon        | ดงชน      | 10      | 4.762  |  |
| 12.  | Huai Yang        | ห้วยยาง    | 16      | 13.354 |  |
| 13.  | Phang Khwang     | พังขว้าง    | 14      | 14.278 |  |
| 15.  | Dong Mafai       | ดงมะไฟ    | 11      | 9.304  |  |
| 16.  | That Na Weng     | ธาตุนาเวง  | 5       | 2.387  |  |
| 17.  | Lao Po Daeng     | เหล่าปอแดง | 12      | 7.517  |  |
| 18.  | Nong Lat         | หนองลาด   | 10      | 6.273  |  |
| 20.  | Hang Hong        | ฮางโฮง    | 11      | 8.537  |  |
| 21.  | Khok Kong        | โคกก่อง    | 8       | 4.064  |  |

Các số không có trong bảng là 4 tambon nay tạo thành huyện Phon Na Kaeo, và tambon Kok Pla Sio nay ở Phu Phan.